# Macklemore
Macklemore (справжнє ім'я — Бен Хаґерті) (нар. 19 червня 1983, Сіетл) — американський репер і музикант. Він почав самостійно випускати музику в 2000 році і в даний час співпрацює з продюсером Раяном Льюїсом. В нього з'явилась значна кількість онлайн шанувальників. Він випустив один мікстейп, три мініальбоми і два альбоми, але жодного великого лейбла. Найбільш популярною піснею співака є сингл «Thrift Shop», відеокліп якої на сайті YouTube переглянуто понад 1.1 млрд разів. Також ця пісня досягла № 1 на американському чарті Billboard Hot 100: продано більше 2,2 млн копій. Його другий сингл, «Can't Hold Us» також став № 1 у чарті Hot 100, роблячи Хаґерті і Льюїса першим дуетом в історії чарту, чиї обидва перші сингли стали синглами № 1.
Macklemore випустив свій дебютний студійний альбом «The Heist» 9 жовтня 2012, що став № 2 на чарті Billboard 200.

## Біографія
Бен народився і виріс в Сіетлі. Тут же він отримав свою освіту, яка йому допомогла піднятися на ноги.
Хоча він і не народився в сім'ї музикантів, його батьки завжди підтримували його в тому, що він хотів бути музикантом. У свої шість років він дізнався що таке хіп-хоп, слухаючи Digital Underground. Вже в чотирнадцять років він почав писати свої вірші. У цьому віці його друзі називали його Möcklimore.

## Кар'єра
У 2000 році під ім'ям Professor Macklemore розповсюдив свій перший мініальбом «Open Your Eyes». Пізніше, втративши титул професора від колишнього псевдоніма, випускає свій повноцінний студійний альбом «The Language of My World».
З 2005 по 2008 не відновлював свою музичну кар'єру у зв'язку зі зловживанням наркотиками.
У жовтні 2008 повертається до музики, починаючи працювати з продюсером Райаном Льюїсом. Пізніше вони випускають два мініальбоми.
У липні 2012 року Хаґерті і Льюїс оголошують про випуск свого першого повноцінного альбому, «The Heist», реліз якого відбувся 9 жовтня 2012. «The Heist» посів перше місце в продажу на iTunes в США після кількох годин релізу.

## Дискографія
Студійні альбоми
- The Language of My World (2005)
- The Heist (разом з Раяном Льюїсом) (2012)

Мікстейпи
- «The Unplanned Mixtape» (2009)

## Нагороди й номінації
| Рік  | Номіновано                                               | Нагорода                                                            | Результат |
| ---- | -------------------------------------------------------- | ------------------------------------------------------------------- | --------- |
| 2013 | The Heist                                                | Реп-альбом року                                                     | Номінація |
| 2013 | «Thrift Shop»                                            | Реп-пісня року                                                      | Перемога  |
| 2013 | «Thrift Shop»                                            | Найкраща цифрова пісня                                              | Номінація |
| 2013 | Macklemore і Раян Льюїс                                  | MTV Europe Music Awards — Найкращий виконавець проекту «Worldstage» | Номінація |
| 2013 | Macklemore і Раян Льюїс                                  | MTV Europe Music Awards — Найкращий хіп-хоп виконавець              | Номінація |
| 2013 | Macklemore і Раян Льюїс                                  | MTV Europe Music Awards — Найкращий виконавець Сполучених Штатів    | Номінація |
| 2013 | Macklemore і Раян Льюїс                                  | MTV Europe Music Awards — Найкращий новий виконавець                | Перемога  |
| 2013 | Macklemore і Раян Льюїс (за участі Wanz) — «Thrift Shop» | MTV Europe Music Awards — Найкраща пісня                            | Номінація |